# 三巨瘤丽蚌
三巨瘤丽蚌（学名：Lamprotula triclava）为蚌科丽蚌属的动物，俗名白玉蛤，是一種中国特有的瀕危物种。

## 分佈
本物種見於中國的長江一帶的太湖、鄱阳湖和洞庭湖水域，還有塘栖大运河、赣江和信江等地的流域；湘江流域自2000年代起有見本物種的貝殼，但未見活體。
常栖息于水深、冬季不干枯的湖泊河流以及多生活于泥沙底或沙泥底的环境中。